# IC 4706
IC 4706 ist ein Emissionsnebel, welcher sich im Sternbild Schütze befindet. Das Objekt wurde im August 1905 von Edward Emerson Barnard entdeckt.